# Boron (rivière)
Pour les articles homonymes, voir Boron.
Le Boron est une rivière française qui coule dans les deux départements du Puy-de-Dôme, et de l'Allier, dans la région d'Auvergne-Rhône-Alpes. C'est un affluent droit du Cher, donc un sous-affluent de la Loire.

## Géographie
De 21,5 km de longueur, le Boron naît à Le Quartier dans le département du Puy-de-Dôme, au lieu-dit Anglard, à 674 m d'altitude.
Il se dirige d'emblée vers l'ouest, puis vers le nord-ouest, direction qu'il maintient tout au long du reste de son parcours. 
Il se jette dans le Cher (rive droite) entre Saint-Marcel-en-Marcillat et Château-sur-Cher, à 367 m d'altitude, juste en face de Chambonchard (à l'est), dans le sud-ouest du département de l'Allier. Son bassin est entièrement situé dans la région fort bien arrosée du sud des Combrailles.

### Communes et cantons traversés
Dans les deux départements du Puy-de-Dôme, de l'Allier, le Boron traverse ou longe les six communes suivantes de Le Quartier (source), Pionsat, Saint-Fargeol, Saint-Hilaire, Château-sur-Cher, Saint-Marcel-en-Marcillat (confluence).
Soit en termes de cantons, le Boron prend source dans le canton de Saint-Éloy-les-Mines, et conflue dans le canton de Montluçon-3, dans les deux arrondissement de Riom et arrondissement de Montluçon.

### Bassin versant
Le Boron traverse une seule zone hydrographique 'Le Cher du Boron (C) à la Tartasse (NC)' (K505) de 388 km2 de superficie.  Ce bassin versant est constitué à 79,93 % de « territoires agricoles », à 19,61 % de « forêts et milieux semi-naturels », à 0,59 % de « territoires artificialisés »

## Affluents
Le Boron a cinq tronçons affluents référencés dont :
- le Saint-Maigner ou ruisseau de Lacot ou ruisseau de Ganne (rd), 8,8 km sur les quatre communes de Saint-Maigner, Saint-Hilaire, Pionsat et Saint-Fargeol, avec trois tronçons affluents dont un bras donc de rang de Strahler deux.

Son rang de Strahler est donc de trois.

## Hydrologie
Le Boron est une rivière abondante, comme la plupart des cours d'eau de la région des Combrailles, située sur le rebord nord-ouest du massif central. 

### Le Boron à Saint-Marcel-en-Marcillat
Son débit a été observé durant une période de 12 ans (1997-2008), à Saint-Marcel-en-Marcillat, localité du département de l'Allier située au niveau de son confluent avec le Cher. La surface observée est de 77 km2, soit la totalité du bassin versant de la rivière.
Le module de la rivière à Saint-Marcel-en-Marcillat est de 0,83 m3/s.
Le Boron présente des fluctuations saisonnières de débit bien marquées, comme très souvent dans le bassin de la Loire. Les hautes eaux se déroulent en hiver et au printemps et se caractérisent par des débits mensuels moyens allant de 1,05 à 1,61 m3/s, de décembre à mai inclus (avec un maximum en janvier). À partir du mois de juin, le débit s'effondre assez brusquement, ce qui signifie le début de la période des basses eaux. Celles-ci ont lieu de juin à début novembre, entraînant une  baisse du débit mensuel moyen jusqu'à 0,222 m3/s au mois de septembre. Mais ces moyennes mensuelles ne sont que des moyennes et cachent des fluctuations bien plus prononcées sur de courtes périodes ou selon les années.

### Étiage ou basses eaux
Aux étiages, le VCN3 peut chuter jusque 0,002 m3/s (deux litres), en cas de période quinquennale sèche, ce qui est très sévère, le cours d'eau étant alors presque à sec et réduit à quelques filets d'eau.

### Crues
Les crues peuvent être assez importantes, compte tenu de la petitesse du bassin versant. Les QIX 2 et QIX 5 valent respectivement 13 et 17 m3/s. Le QIX 10 est de 20 m3/s, le QIX 20 de 22 m3/s, tandis que le QIX 50 n'a pas encore été calculé, étant donné la durée insuffisante des observations.
Le débit instantané maximal enregistré à Saint-Marcel-en-Marcillat a été de 18 m3/s le 10 mai 2000, tandis que la valeur journalière maximale était de 14,4 m3/s le 27 avril 1998. En comparant la première de ces valeurs à l'échelle des QIX de la rivière, il apparaît que cette crue n'était même pas d'ordre décennal, et donc destinée à se répéter fréquemment.

### Lame d'eau et débit spécifique
Le Boron est une rivière bien alimentée. La lame d'eau écoulée dans son bassin versant est de 382 millimètres annuellement, ce qui est nettement supérieur à la moyenne d'ensemble de la France (320 millimètres par an), et bien sûr aussi à la moyenne du bassin de la Loire (plus ou moins 245 millimètres par an) et du Cher (223 millimètres par an). Le débit spécifique (ou Qsp) atteint 10,8 litres par seconde et par kilomètre carré de bassin.